# Valerie Landsburg
Valerie Landsburg (Nueva York; 12 de agosto de 1958) es una actriz, guionista, cantante, compositoria y directora de televisión estadounidense. El productor Alan Landsburg es su padre, y ella apareció en al menos una cuota de True Confessions, un programa de serie de la antología que él produjo.

## Biografía
Debuta en la interpretación en 1978, participando en la película  ¡Por fin es Viernes!. En 1982, es seleccionada para formar parte del reparto original de la popular serie de televisión Fama. Valerie interpretó el papel de Doris Schwartz durante cinco años. Dada la resonancia que tuvo esta producción, no sólo en Estados Unidos, sino en muchos otros países en los que se emitió, la actriz se convirtió en uno de los rostros más conocidos de la pequeña pantalla durante la década de 1980. Landsburg llegó a escribir y dirigir alguno de los episodios.
Poco después, protagonizó dos nuevas series: You Again?, junto a Jack Klugman, de la que llegó a emitirse una temporada y All Is Forgiven, que fue retirada tras la emisión de tan sólo nueve episodios.
Con posterioridad, su carrera en la pequeña pantalla, ha estado alejada de los papeles protagonistas, y se ha limitado a realizar pequeñas actuaciones en series como Hotel (1987-1988), Se ha escrito un crimen, Sensación de vivir o Dream On (1993-1994), así como largometrajes directamente realizados para televisión.
Durante ese tiempo, ha compatibilizado su carrera interpretativa en la pequeña pantalla con actuaciones teatrales, así como la puntual dirección de episodios de series de televisión. 
En 2001 editó un álbum que recopilaba en su mayoría canciones compuestas por ella misma y que se publicó bajo el título de Grownup. 